# Fontenoy (Yonne)
Fontenoy è un comune francese di 326 abitanti situato nel dipartimento della Yonne nella regione della Borgogna-Franca Contea.

## Società

### Evoluzione demografica
Abitanti censiti